# Legacy of the Beast World Tour
Il Legacy of the Beast World Tour è stato un tour del gruppo musicale britannico Iron Maiden, che prende il nome dal gioco per smartphone pubblicato nel 2016 e dal fumetto del 2017.

## Background
Dopo il successo planetario del The Book of Souls World Tour, gli Iron Maiden hanno deciso di realizzare un tour dedicato quasi esclusivamente ai pezzi più vecchi, senza escludere "qualche manciata di pezzi dagli album più recenti". Il manager degli Iron Maiden Rod Smallwood aveva rivelato che i concerti e le scenografie avrebbero creato “dei mondi collegati fra loro con una scaletta che avrebbe coperto una gran porzione del materiale degli anni '80 con una manciata di sorprese dagli album più recenti”. Come rivelato da Bruce Dickinson alla radio norvegese Rockklassiker, il poster del tour conteneva degli indizi sulla scaletta. Ha Inoltre ha spiegato che il tour è stato deciso da lui insieme a Steve Harris e Rod Smallwood, e che le scenografie "sarebbero state ancora più spettacolari di quelle del tour precedente".
La prima parte, che consisteva in 38 date europee nel 2018, è stata annunciata il 13 novembre 2017. Il tour continuò nel 2019 con date negli Stati Uniti, in Canada e in tutto il Sud America. La terza leg, prevista per il 2020 e annunciata il 7 novembre 2019, è stata sabotata dalla pandemia da Coronavirus. Il 7 maggio 2020, infatti, gli Iron Maiden hanno ufficialmente annunciato il posticipo di parte della leg europea per il 2021, cancellando tutte le altre date. A causa della continua diffusione del virus, il 13 aprile 2021 la band è stata costretta a rimandare nuovamente gli shows all'anno successivo . A dicembre 2021, dopo l'uscita del nuovo album Senjutsu, il gruppo ha annunciato 30 nuovi shows, molti dei quali in America, continente nel quale non erano originariamente previsti concerti .
La band metalcore americana Killswitch Engage è stata annunciata come gruppo di supporto per i concerti dal 26 maggio al 1 luglio inclusi, e nel Regno Unito dal 31 luglio fino all'11 agosto. Per le rimanenti date gli Iron Maiden sono stati supportati dai Tremonti e dai The Raven Age, che avrebbero fatto poi da spalla anche nel tour 2019. Nel 2020 le band di supporto dovevano essere Airbourne e Lord of the Lost, che hanno poi partecipato alla leg europea del 2022. Per gli shows americani di quell'anno in apertura sono stati inseriti Mastodon, Within Temptation e Trivium. 
Lo show del 7 luglio a Bologna è stato cancellato a pochi minuti dall'inizio a causa di una tempesta di fulmini e alle forti raffiche di vento, dando agli oltre 30.000 presenti appuntamento al 2023 . Al termine del tour, la band ha suonato per oltre 3 milioni di spettatori in 140 shows, rendendo il Legacy of the Beast il più grande tour della carriera dei Maiden .

## Date del tour
| Data              | Città                 | Paese            | Venue                                  | Biglietti venduti                                                 |
| Europa 2018       |                       |                  |                                        |                                                                   |
| 26 maggio 2018    | Tallinn               | Estonia          | Saku Arena                             | 8.284 / 8.284                                                     |
| 28 maggio 2018    | Helsinki              | Finlandia        | Hartwall Arena                         | 20.234 / 20.234                                                   |
| 29 maggio 2018    | Helsinki              | Finlandia        | Hartwall Arena                         | 20.234 / 20.234                                                   |
| 1º giugno 2018    | Stoccolma             | Svezia           | Tele2 Arena                            | 37.221 / 37.221                                                   |
| 3 Giugno 2018     | Trondheim             | Norvegia         | Dahls Arena                            | 19.000 / 19.000                                                   |
| 5 giugno 2018     | Copenaghen            | Danimarca        | Royal Arena                            | 15.184 / 15.184                                                   |
| 7 giugno 2018     | Sölvesborg            | Svezia           | Sweden Rock Festival                   | 35.000 / 35.000                                                   |
| 9 giugno 2018     | Monaco di Baviera     | Germania         | Königsplatz                            | 22.500 / 22.500                                                   |
| 10 giugno 2018    | Hannover              | Germania         | Expo Plaza                             | 21.900 / 21.900                                                   |
| 13 giugno 2018    | Berlino               | Germania         | Waldbühne                              | 15.757 / 17.000                                                   |
| 16 giugno 2018    | Firenze               | Italia           | Visarno Arena                          | 60.000 / 60.000                                                   |
| 17 giugno 2018    | Nickelsdorf           | Austria          | Pannonia Fields II                     | 55.000 / 55.000                                                   |
| 20 giugno 2018    | Praga                 | Repubblica Ceca  | Letňany Airport                        | 29.763 / 30.000                                                   |
| 22 giugno 2018    | Dessel                | Belgio           | Festivalpark Stenehei                  | 65.000 / 65.000                                                   |
| 24 giugno 2018    | Clisson               | Francia          | Val de Moine                           | 65.000 / 65.000                                                   |
| 26 giugno 2018    | Ginevra               | Svizzera         | SEG Geneva Arena                       | 8.000 / 8.000                                                     |
| 28 giugno 2018    | Sopron                | Ungheria         | Lővér Camping Site                     | 45.000 / 45.000                                                   |
| 30 giugno 2018    | Friburgo in Brisgovia | Germania         | Messe                                  | 30.000 / 30.000                                                   |
| 1º luglio 2018    | Arnhem                | Paesi Bassi      | GelreDome                              | 21.000 / 22.500                                                   |
| 5 luglio 2018     | Parigi                | Francia          | AccorHotels Arena                      | 33.000 / 33.000                                                   |
| 6 luglio 2018     | Parigi                | Francia          | AccorHotels Arena                      | 33.000 / 33.000                                                   |
| 9 luglio 2018     | Milano                | Italia           | San Siro Ippodromo                     | 17.000 / 17.000                                                   |
| 10 luglio 2018    | Zurigo                | Svizzera         | Hallenstadion                          | 12.000 / 12.000                                                   |
| 13 luglio 2018    | Lisbona               | Portogallo       | Altice Arena                           | 18.000 / 18.000                                                   |
| 14 luglio 2018    | Madrid                | Spagna           | Wanda Metropolitano Stadium            | 54.000 / 54.000                                                   |
| 17 luglio 2018    | Trieste               | Italia           | Piazza Unità d'Italia                  | 11.000 / 13.000                                                   |
| 20 luglio 2018    | Atene                 | Grecia           | Terra Vibe Park                        | 45.000 / 45.000                                                   |
| 22 luglio 2018    | Plovdiv               | Bulgaria         | Plovdiv Stadium                        | 25.000 / 25.000                                                   |
| 24 luglio 2018    | Zagabria              | Croazia          | Arena Zagreb                           | 15.000 / 15.000                                                   |
| 27 luglio 2018    | Cracovia              | Polonia          | Tauron Arena                           | 30.000 / 30.000                                                   |
| 28 luglio 2018    | Cracovia              | Polonia          | Tauron Arena                           | 30.000 / 30.000                                                   |
| 31 luglio 2018    | Newcastle             | Inghilterra      | Metro Radio Arena                      | 11.000 / 11.000                                                   |
| 2 agosto 2018     | Belfast               | Irlanda del Nord | SSE Arena                              | 10.000 / 10.000                                                   |
| 4 agosto 2018     | Aberdeen              | Scozia           | Exhibition and Conference Centre       | 8.400 / 8.400                                                     |
| 6 agosto 2018     | Manchester            | Inghilterra      | Manchester Arena                       | 14.000 / 14.000                                                   |
| 7 agosto 2018     | Birmingham            | Inghilterra      | Genting Arena                          | 14.000 / 14.000                                                   |
| 10 agosto 2018    | Londra                | Inghilterra      | The O2 Arena                           | 34.788 / 34.788                                                   |
| 11 agosto 2018    | Londra                | Inghilterra      | The O2 Arena                           | 34.788 / 34.788                                                   |
| America 2019      |                       |                  |                                        |                                                                   |
| 18 luglio 2019    | Sunrise               | Stati Uniti      | BB&T Center                            | 12.000 / 12.000                                                   |
| 20 luglio 2019    | Atlanta               | Stati Uniti      | Cellairis Amphitheatre at Lakewood     | 15.000 / 18.000                                                   |
| 22 luglio 2019    | Charlotte             | Stati Uniti      | PNC Music Pavilion                     | 12.500 / 18.870                                                   |
| 24 luglio 2019    | Bristow               | Stati Uniti      | Jiffy Lube Live                        | 14.500 / 23.305                                                   |
| 26 luglio 2019    | Brooklyn              | Stati Uniti      | Barclays Center                        | 27,151 / 27,151                                                   |
| 27 luglio 2019    | Brooklyn              | Stati Uniti      | Barclays Center                        | 27,151 / 27,151                                                   |
| 30 luglio 2019    | Filadelfia            | Stati Uniti      | Wells Fargo Center                     | 11.975 / 11.975                                                   |
| 1 agosto 2019     | Mansfield             | Stati Uniti      | Xfinity Center                         | 15.400 / 19.980                                                   |
| 3 agosto 2019     | Hartford              | Stati Uniti      | Xfinity Theater                        | 11.109 / 12.000                                                   |
| 5 agosto 2019     | Montreal              | Canada           | Bell Centre                            | 14,552 / 14,522                                                   |
| 7 agosto 2019     | Québec                | Canada           | Videotron Centre                       | 13,860 / 13,993                                                   |
| 9 agosto 2019     | Toronto               | Canada           | Budweiser Stage                        | 30.000 / 30.000                                                   |
| 10 agosto 2019    | Toronto               | Canada           | Budweiser Stage                        | 30.000 / 30.000                                                   |
| 13 agosto 2019    | Buffalo               | Stati Uniti      | KeyBank Center                         | 11.400 / 13.500                                                   |
| 15 agosto 2019    | Cincinnati            | Stati Uniti      | Riverbend Music Center                 | 15.000 / 20.500                                                   |
| 17 agosto 2019    | Pittsburgh            | Stati Uniti      | PPG Paints Arena                       | 13.000 / 13.000                                                   |
| 19 agosto 2019    | Nashville             | Stati Uniti      | Bridgestone Arena                      | 7.654 / 17.312                                                    |
| 22 agosto 2019    | Chicago               | Stati Uniti      | Hollywood Casino Amphitheater          | 15.000 / 27.157                                                   |
| 24 agosto 2019    | Indianapolis          | Stati Uniti      | Ruoff Home Mortgage Music Center       | 12.000 / 24.790                                                   |
| 26 agosto 2019    | Saint Paul            | Stati Uniti      | Xcel Energy Center                     | 12.200 / 14.500                                                   |
| 28 agosto 2019    | Winnipeg              | Canada           | Bell MTS Place                         | 10.000 / 11.000                                                   |
| 30 agosto 2019    | Edmonton              | Canada           | Rogers Place                           | 12.000 / 13.500                                                   |
| 31 agosto 2019    | Calgary               | Canada           | Scotiabank Saddledome                  | 12.000 / 12.000                                                   |
| 3 settembre 2019  | Vancouver             | Canada           | Rogers Arena                           | 12.500 / 12.500                                                   |
| 5 settembre 2019  | Tacoma                | Stati Uniti      | Tacoma Dome                            | 16.400 / 16.400                                                   |
| 6 settembre 2019  | Portland              | Stati Uniti      | Moda Center                            | 12.500 / 12.500                                                   |
| 9 settembre 2019  | Sacramento            | Stati Uniti      | Golden 1 Center                        | 10.000 / 10.000                                                   |
| 10 settembre 2019 | Oakland               | Stati Uniti      | Oracle Arena                           | 10.500 / 11.000                                                   |
| 13 settembre 2019 | Las Vegas             | Stati Uniti      | MGM Grand Garden Arena                 | 12.704 / 12.704                                                   |
| 14 settembre 2019 | Los Angeles           | Stati Uniti      | Banc of California Stadium             | 23.500 / 23.500                                                   |
| 17 settembre 2019 | Phoenix               | Stati Uniti      | Talking Stick Resort Arena             | 10.000 / 12.000                                                   |
| 19 settembre 2019 | Albuquerque           | Stati Uniti      | Isleta Amphitheater                    | 10.000 / 14.000                                                   |
| 21 settembre 2019 | Dallas                | Stati Uniti      | Dos Equis Pavilion                     | 12.000 / 12.000                                                   |
| 22 settembre 2019 | Houston               | Stati Uniti      | The Cynthia Woods Mitchell Pavilion    | 10.000 / 13.000                                                   |
| 25 settembre 2019 | San Antonio           | Stati Uniti      | AT&T Center                            | 13.000 / 13.000                                                   |
| 27 settembre 2019 | Città del Messico     | Messico          | Sports Palace                          | 66.000 / 66.000                                                   |
| 29 settembre 2019 | Città del Messico     | Messico          | Sports Palace                          | 66.000 / 66.000                                                   |
| 30 settembre 2019 | Città del Messico     | Messico          | Sports Palace                          | 66.000 / 66.000                                                   |
| 4 ottobre 2019    | Rio de Janeiro        | Brasile          | Barra Olympic Park of Rio de Janeiro   | 100.000 / 100.000                                                 |
| 6 ottobre 2019    | San Paolo             | Brasile          | Morumbi Stadium                        | 65.000 / 65.000                                                   |
| 9 ottobre 2019    | Porto Alegre          | Brasile          | Arena do Grêmio                        | 40.000 / 40.000                                                   |
| 12 ottobre 2019   | Buenos Aires          | Argentina        | Velez Sarsfield Stadium                | 50.000 / 50.000                                                   |
| 14 ottobre 2019   | Santiago del Cile     | Chile            | Movistar Arena                         | 15.000 / 15.000                                                   |
| 15 ottobre 2019   | Santiago del Cile     | Chile            | Estadio Nacional de Chile              | 65.000 / 65.000                                                   |
| Europa 2022       |                       |                  |                                        |                                                                   |
| 22 maggio 2022    | Zagabria              | Croazia          | Arena Zagreb                           | 16.000 / 16.000                                                   |
| 24 maggio 2022    | Belgrado              | Serbia           | Stark Arena                            | 15.000 / 15.000                                                   |
| 26 maggio 2022    | Bucarest              | Romania          | Romexpo                                | 15.000 / 15.000                                                   |
| 29 maggio 2022    | Kiev                  | Ucraina          | VDNG Park                              | Cancellato a causa del conflitto Russo-Ucraino                    |
| 31 maggio 2022    | Kaunas                | Lituania         | Zalgirio Arena                         | 3.500 / 15.000                                                    |
| 1 giugno 2022     | Mosca                 | Russia           | VTB Stadium                            | Cancellato a causa del conflitto Russo-Ucraino                    |
| 2 giugno 2022     | Riga                  | Lettonia         | Arena Riga                             | 6.000 / 14.000                                                    |
| 4 giugno 2022     | Hyvinkää              | Finlandia        | Rockfest                               | 25.000 / 25.000                                                   |
| 7 giugno 2022     | Budapest              | Ungheria         | Groupama Stadium                       | 22.000 / 22.000                                                   |
| 11 giugno 2022    | Castle Donington      | Inghilterra      | Circuito di Donington Park             | 100.000 / 112.000                                                 |
| 13 giugno 2022    | Belfast               | Irlanda del Nord | Ormeau Park                            | 15.000 / 15.000                                                   |
| 16 giugno 2022    | Dessel                | Belgio           | Festivalpark Stenehei                  | 65.000 / 65.000                                                   |
| 18 giugno 2022    | Copenaghen            | Danimarca        | Copenhell                              | 35.000 / 35.000                                                   |
| 20 giugno 2022    | Praga                 | Repubblica Ceca  | Sinobo Stadium                         | 30.000 / 30.000                                                   |
| 23 giugno 2022    | Oslo                  | Norvegia         | Tons of Rock                           | 30.000 / 30.000                                                   |
| 26 giugno 2022    | Parigi                | Francia          | La Défense Stadium                     | 40.000 / 40.000                                                   |
| 27 giugno 2022    | Arnhem                | Paesi Bassi      | GelreDome                              | 23.000 / 25.000                                                   |
| 30 giugno 2022    | Zurigo                | Svizzera         | Hallenstadion                          | 11.900 / 12.000                                                   |
| 2 luglio 2022     | Colonia               | Germania         | RheinEnergieStadion                    | 40.000 / 40.000                                                   |
| 4 luglio 2022     | Berlino               | Germania         | Waldbühne                              | 22.000 / 22.000                                                   |
| 7 luglio 2022     | Bologna               | Italia           | Arena Parco Nord                       | Cancellato a causa di una tempesta di fulmini e raffiche di vento |
| 9 luglio 2022     | Stoccarda             | Germania         | Cannstatter Wasen                      | 55.000 / 55.000                                                   |
| 10 luglio 2022    | Wiener Neustatd       | Austria          | Wiener Neustädter Stadion              | 25.000 / 25.000                                                   |
| 16 luglio 2022    | Atene                 | Grecia           | Stadio Olimpico Spyros Louis           | 48.000 / 50.000                                                   |
| 20 luglio 2022    | Brema                 | Germania         | Bürgerweide                            | 35.000 / 35.000                                                   |
| 22 luglio 2022    | Göteborg              | Svezia           | Ullevi Stadium                         | 61.000 / 61.000                                                   |
| 24 luglio 2022    | Varsavia              | Polonia          | PGE Narodowy Stadium                   | 50.000 / 50.000                                                   |
| 26 luglio 2022    | Francoforte sul Meno  | Germania         | Deutsche Bank Park                     | 35.000 / 40.000                                                   |
| 29 luglio 2022    | Barcellona            | Spagna           | Stadio olimpico Lluís Companys         | 48.000 / 51.000                                                   |
| 31 luglio 2022    | Lisbona               | Portogallo       | Stadio nazionale di Jamor              | 28.000 / 40.000                                                   |
| America 2022      |                       |                  |                                        |                                                                   |
| 27 Agosto 2022    | Curitiba              | Brasile          | Pedreira Paulo Leminski                | 25.000 / 25.000                                                   |
| 30 Agosto 2022    | Ribeirão Preto        | Brasile          | Arena Eurobike                         | 25.000 / 25.000                                                   |
| 2 Settembre 2022  | Rio de Janeiro        | Brasile          | Rock in Rio                            | 100.000 / 100.000                                                 |
| 4 Settembre 2022  | São Paulo             | Brasile          | Estádio do Morumbi                     | 65.000 / 65.000                                                   |
| 7 Settembre 2022  | Città del Messico     | Messico          | Foro Sol                               | 64.000 / 64.000                                                   |
| 11 Settembre 2022 | El Paso               | Stati Uniti      | Don Haskins Center                     | 6.500 / 6.500                                                     |
| 13 Settembre 2022 | Austin                | Stati Uniti      | Moody Center                           | 11.750 / 11.750                                                   |
| 15 Settembre 2022 | Tulsa                 | Stati Uniti      | BOK Center                             | 8.000 / 11.000                                                    |
| 17 Settembre 2022 | Denver                | Stati Uniti      | Ball Arena                             | 12.000 / 12.000                                                   |
| 19 Settembre 2022 | Salt Lake City        | Stati Uniti      | USANA Amphitheater                     | 11.500 / 12.000                                                   |
| 21 Settembre 2022 | Anaheim               | Stati Uniti      | Honda Center                           | 22.000 / 22.000                                                   |
| 22 Settembre 2022 | Anaheim               | Stati Uniti      | Honda Center                           | 22.000 / 22.000                                                   |
| 25 Settembre 2022 | Chula Vista           | Stati Uniti      | North Island Credit Union Amphitheatre | 17.000 / 17.000                                                   |
| 27 Settembre 2022 | Concord               | Stati Uniti      | Concord Pavilion                       | 12.000 / 12.000                                                   |
| 29 Settembre 2022 | Seattle               | Stati Uniti      | Climate Pledge Arena                   | 13.000 / 13.000                                                   |
| 30 Settembre 2022 | Spokane               | Stati Uniti      | Spokane Arena                          | 9.000 / 9.500                                                     |
| 3 Ottobre 2022    | Sioux Falls           | Stati Uniti      | Denny Sanford Premier Center           | 6.000 / 12.000                                                    |
| 5 Ottobre 2022    | Chicago               | Stati Uniti      | United Center                          | 14.000 / 14.000                                                   |
| 7 Ottobre 2022    | Columbus              | Stati Uniti      | Nationwide Arena                       | 14.000 / 14.000                                                   |
| 9 Ottobre 2022    | Detroit               | Stati Uniti      | Little Caesars Arena                   | 10.500 / 10.500                                                   |
| 11 Ottobre 2022   | Toronto               | Canada           | Scotiabank Arena                       | 10.790 / 11.000                                                   |
| 12 Ottobre 2022   | Hamilton              | Canada           | FirstOntario Centre                    | 8.000 / 12.000                                                    |
| 15 Ottobre 2022   | Ottawa                | Canada           | Canadian Tire Centre                   | 12.000 / 12.000                                                   |
| 17 Ottobre 2022   | Worcester             | Stati Uniti      | DCU Center                             | 10.000 / 10.000                                                   |
| 19 Ottobre 2022   | Belmont               | Stati Uniti      | UBS Arena                              | 12.000 / 12.000                                                   |
| 21 Ottobre 2022   | Newark                | Stati Uniti      | Prudential Center                      | 13.000 / 13.000                                                   |
| 23 Ottobre 2022   | Washington, D.C.      | Stati Uniti      | Capital One Arena                      | 12.000 / 14.000                                                   |
| 25 Ottobre 2022   | Greensboro            | Stati Uniti      | Greensboro Coliseum                    | 12.000 / 12.000                                                   |
| 27 Ottobre 2022   | Tampa                 | Stati Uniti      | Amalie Arena                           | 12.477 / 12.477                                                   |

## Date originali previste per il 2020 e per il 2021
| Data originale | Città           | Paese           | Venue                          |             |
| 2020           |                 |                 |                                |             |
| 1 maggio       | Perth           | Australia       | RAC Arena                      | CANCELLATO  |
| 3 maggio       | Adelaide        | Australia       | Entertainment Center           | CANCELLATO  |
| 5 maggio       | Brisbane        | Australia       | Entertainment Center           | CANCELLATO  |
| 7 maggio       | Sydney          | Australia       | Qudos Bank Arena               | CANCELLATO  |
| 9 maggio       | Melbourne       | Australia       | Rod Laver Arena                | CANCELLATO  |
| 11 maggio      | Melbourne       | Australia       | Rod Laver Arena                | CANCELLATO  |
| 13 maggio      | Auckland        | Nuova Zelanda   | Spark Arena                    | CANCELLATO  |
| 16 maggio      | Manila          | Filippine       | Mall of Asia Arena             | CANCELLATO  |
| 19 maggio      | Tokyo           | Giappone        | Pia Arena MM                   | CANCELLATO  |
| 20 maggio      | Tokyo           | Giappone        | Pia Arena MM                   | CANCELLATO  |
| 22 maggio      | Osaka           | Giappone        | Edion Arena                    | CANCELLATO  |
| 27 maggio      | Dubai           | Emirati Arabi   | Coca Cola Arena                | CANCELLATO  |
| 30 maggio      | Tel Aviv        | Israele         | Bloomfield Stadium             | CANCELLATO  |
| 6 giugno       | Tampere         | Finlandia       | Kesäkuuta                      | CANCELLATO  |
| 9 giugno       | Brema           | Germania        | Bürgerweide                    | POSTICIPATO |
| 10 giugno      | Colonia         | Germania        | Rhein-Energie Stadium          | POSTICIPATO |
| 13 giugno      | Donington       | Regno Unito     | Circuito di Donington Park     | CANCELLATO  |
| 15 giugno      | Belfast         |                 | Ormeau Park                    | CANCELLATO  |
| 18 giugno      | Dessel          | Belgio          | Festivalpark Stenehei          | CANCELLATO  |
| 20 giugno      | Copenaghen      | Danimarca       | Refshaleøen                    | CANCELLATO  |
| 23 giugno      | Berlino         | Germania        | Walbühne                       | POSTICIPATO |
| 25 giugno      | Oslo            | Norvegia        | Ekerberg Park                  | CANCELLATO  |
| 27 giugno      | Gothenburg      | Svezia          | Ullevi Stadium                 | POSTICIPATO |
| 30 giugno      | San Pietroburgo | Russia          | Ice Palace                     | CANCELLATO  |
| 2 luglio       | Mosca           |                 | Dynamo Central Stadium         | CANCELLATO  |
| 5 luglio       | Varsavia        | Polonia         | PGE Narodowy Stadium           | POSTICIPATO |
| 7 luglio       | Praga           | Repubblica Ceca | Sinobo Stadium                 | POSTICIPATO |
| 9 luglio       | Weert           | Paesi Bassi     | Evenemententerrein             | CANCELLATO  |
| 11 luglio      | Parigi          | Francia         | La Defense Arena Stadium       | POSTICIPATO |
| 13 luglio      | Zurigo          | Svizzera        | Hallenstadion                  | POSTICIPATO |
| 16 luglio      | Wiener          | Austria         | Wiener Stadium                 | POSTICIPATO |
| 18 luglio      | Stoccarda       | Germania        | Mercedes Benz Arena            | POSTICIPATO |
| 20 luglio      | Bologna         | Italia          | Arena Parco Nord               | CANCELLATO  |
| 23 luglio      | Lisbona         | Portogallo      | Stadio Nazionale di Jamor      | POSTICIPATO |
| 25 luglio      | Barcellona      | Spagna          | Stadio Olimpico                | POSTICIPATO |
| 2021           |                 |                 |                                |             |
| 5 giugno       | Basilea         | Svizzera        | St. Jakobshalle                | POSTICIPATO |
| 7 giugno       | Zagabria        | Croazia         | Arena Zagreb                   | POSTICIPATO |
| 9 giugno       | Budapest        | Ungheria        | Groupama Stadium               | POSTICIPATO |
| 11 giugno      | Varsavia        | Polonia         | PGE Narodowy Stadium           |             |
| 13 giugno      | Brema           | Germania        | Bürgerweide                    | POSTICIPATO |
| 15 giugno      | Praga           | Repubblica Ceca | Sinobo Stadium                 | POSTICIPATO |
| 16 giugno      | Wiener Neustatd | Austria         | Wiener Neustädter Stadion      |             |
| 19 giugno      | Barcellona      | Spagna          | Stadio olimpico Lluís Companys |             |
| 21 giugno      | Lisbona         | Portogallo      | Stadio nazionale di Jamor      | POSTICIPATO |
| 24 giugno      | Bologna         | Italia          | Arena Parco Nord               | POSTICIPATO |
| 26 giugno      | Stoccarda       | Germania        | Mercedes Benz Stadium          | POSTICIPATO |
| 27 giugno      | Anversa         | Belgio          | Sportpaleis                    | POSTICIPATO |
| 30 giugno      | Berlino         | Germania        | Waldbühne                      | POSTICIPATO |
| 3 luglio       | Göteborg        | Svezia          | Ullevi Stadium                 | POSTICIPATO |
| 6 luglio       | Francoforte     | Germania        | Deutsche Bank Park             | POSTICIPATO |
| 8 luglio       | Colonia         | Germania        | RheinEnergieStadion            | POSTICIPATO |
| 10 luglio      | Arnhem          | Paesi Bassi     | GelreDome Stadium              | POSTICIPATO |
| 11 luglio      | Parigi          | Francia         | La Défense Arena (Stadium)     | POSTICIPATO |

## Curiosità
- Lo show del 15 ottobre 2019 all'Estadio Nacional di Santiago ha registrato il tutto esaurito 7 mesi prima del concerto, infrangendo il record per il sold out più veloce in quello stadio. La band ha quindi aggiunto una seconda data alla Movistar Arena[12], in quanto lo stadio non poteva ospitare concerti 60 giorni prima della finale della Coppa Libertadores[13].

- I due concerti allo Sports Palace di Città del Messico hanno registrato il tutto esaurito in poche ore, costringendo la band ad annunciare un terzo show[14].

- Lo show previsto al Parco Nord di Bologna è stato cancellato a causa del maltempo. Si tratta del primo concerto degli Iron Maiden annullato poco prima dell'inizio dal 2011.

## Scaletta
Scaletta 2018/2019:
1. Aces High
2. Where Eagles Dare
3. 2 Minutes to Midnight
4. The Clansman
5. The Trooper
6. Revelations
7. For the Greater Good of God
8. The Wicker Man
9. Sign of the Cross
10. Flight of Icarus
11. Fear of the Dark
12. The Number of the Beast
13. Iron Maiden
14. The Evil That Men Do
15. Hallowed be Thy Name
16. Run to the Hills

Scaletta 2022:
1. Senjutsu
2. Stratego
3. The Writing on the Wall
4. Revelations
5. Blood Brothers
6. Sign of the Cross
7. Flight of Icarus
8. Fear of the Dark
9. Hallowed be Thy Name
10. The Number of the Beast
11. Iron Maiden
12. The Trooper
13. The Clansman
14. Run to the Hills
15. Aces High

La scaletta del 2018 includeva diverse sorprese: Flight of Icarus non veniva suonata dal 1986, Sign of the Cross dal 2001, The Clansman dal 2002, Where Eagles Dare dal 2005 e For the Greater Good of God  non veniva eseguita dal 2007.
Con l'uscita dell'album Senjutsu, pubblicato prima dell'inizio dell'ultima leg del Legacy of the Beast, la band ha incluso i primi tre brani del doppio disco come apertura della nuova scaletta. 